# Cookshire-Eaton
Cookshire-Eaton är en stad (kommun av typen ville) i provinsen Québec i Kanada. Den ligger i regionen Estrie, i den sydöstra delen av landet, 300 km öster om huvudstaden Ottawa. Staden är en produkt av det tidiga 2000-talets kommunreformer i Québec. Kantonen Eaton slogs ihop med bykommunen Sawyerville 2001 till kommunen Eaton, som året därpå slogs ihop med staden Cookshire och kantonen Newport till staden Cookshire-Eaton. Newport återupprättades som kommun 2006.